# Pordenone
Pordenone je italské město antického původu v regionu Furlansko-Julské Benátsko se středověkým historickým centrem, v současnosti je průmyslovým centrem regionu. V roce 2017 zde žilo přes 51 000 obyvatel. Do roku 2017 bylo správním centrem stejnojmenné provincie Pordenone.

## Poloha
Město leží v severozápadní části provincie, v údolí Benátska, jižně od benátských Alp, na řece Meduna, která se vlévá do řeky Livenza, a ta se u města Caorle vlévá do Středozemního moře. Sousední obce jsou: Azzano Decimo, Cordenons, Fiume Veneto, Pasiano di Pordenone, Porcia, Prata di Pordenone, Roveredo in Piano, San Quirino a Zoppola.

## Historie
Lokalita byla osídlena v době antiky Římany, sloužila jako říční přístav, latinsky nazývána Portus Naonis. Podle archeologických výzkumů se Pordenone stalo raně středověkým centrem s nekropolí již před rokem 1000, poté se rozrostlo do dvou čtvrtí: Torre a Noncello. Prvního hospodářského a kulturního vrcholu město dosáhlo ve 13. století. 
Roku 1257 je dobyl český král Přemysl Otakar II. a připojil ke svým územím. V roce 1270 se král prohlásil za pána Pordenone (latinsky „dominus Portusnaonis“), a význam své vlády vyjádřil také v opisu pátého typu své královské pečeti z roku 1270. V roce 1276 byl nucen odevzdat rakouské země a sousední panství císaři Rudolfu I. Habsburskému a v roce 1282 se Pordenone stalo osobním dědictvím rodu Habsburků, de facto enklávou rakouského arcivévodství na území Akvilejského patriarchátu. Hrad Torre s okolím se po nájezdech Gregoria da Montelongo v roce 1262 stal majetkem patriarchů z Aquileie, kteří je poté udělili v léno šlechticům z Praty a později vyměnili s pány z Ragogny. 
Roku 1314 Pordenone získalo městská práva. Začalo profitovat z rozvoje řemesel a obchodu. Z té doby  se zachovalo centrum v ose dóm-radnice-korzo s gotickými a renesančními domy. 
Městské nezávislosti na Benátkách dosáhlo roku 1516. Do roku 1537 je ovládala aristokratická rodina d'Alviano, odměnou za věrnou vojenskou službu Bartolommea d'Alviano v Benátské republice. Tehdy byl zbudován nový přístav a rozvinul se dálkový obchod.
Město bylo vždy strategickou křižovatkou italsko-rakouských politických zájmů. Po období napoleonských válek bylo roku 1815 začleněno do rakouských držav pod království Lombardsko-benátské. Železniční spojení včetně železniční stanice Pordenone (1855) a výstavba silnice Pontebbana ovlivnily úpadek přístavu, ale podnítily podstatný průmyslový rozvoj, zejména dopravu pro bavlnářské továrny. V roce 1866 bylo Pordenone  připojeno k Itálii.
Za první světové války bylo město silně poškozeno a utrpěl zejména bavlnářský průmysl, který za hospodářské krize po roce 1929 zcela zkrachoval. Po druhé světové válce se místní firma Zanussi rozšířila na významného světového výrobce domácích spotřebičů. V roce 1968 bylo Pordenone ustaveno hlavním městem stejnojmenné provincie se stejným názvem, včetně území náležejícího Udine.
Po druhé světové válce bylo Pordenone i další města provincie systematicky obsazena vojenskými posádkami, aby bránila sovětské invazi z východu.

## Hospodářství
V současnosti je město převážně průmyslové. Těžištěm produkce jsou domácí spotřebiče. Hlavním zaměstnavatelem je firma Zanussi (z koncernu Electrolux) a dodavatelé komponentů pro výrobu bílé techniky.

## Památky
- Pallazzo del comune - gotická budova radnice z let 1291-1395 s renesanční hodinovou věží
- Corso Vittorio Emanuele - páteřní pěší komunikace starého města s gotickými a renesančními paláci
- Il Duomo - dóm sv. Marka s kampanilou,  ve zdivu středověká stavba, založená roku 1363, s barokním interiérem a zbytky renesančních fresek
- Chiesa di Santa Maria degli Angeli - trojlodní gotická bazilika
- Chiesa di San Giorgio - klasicistní kostel sv. Jiří s kampanilou
- Castello - středověký hrad, zcela přestavěný na vojenskou pevnost, dosud je sídlem 132. obrněné brigády "Ariete" italské armády
- Palazzo Ricchieri - gotická budova paláce na korzu, založená jako věžový dům ve 13. století; nyní sídlo městského muzea ("Museo civico")
- Palazzo Rorario–Spelladi–Silvestri, sídlo městské galerie "Harry Bertoia"
- Villa Galvani - novoklasicistní vila z roku 1826, s rozsáhlým anglickým parkem, rybníkem a galerií současného výtvarného umění[2], patřila rodině Galvani, podnikatelů- zakladatelů papírny (také v Cordenons)  a keramických závodů, mecenášů umění.

## Galerie

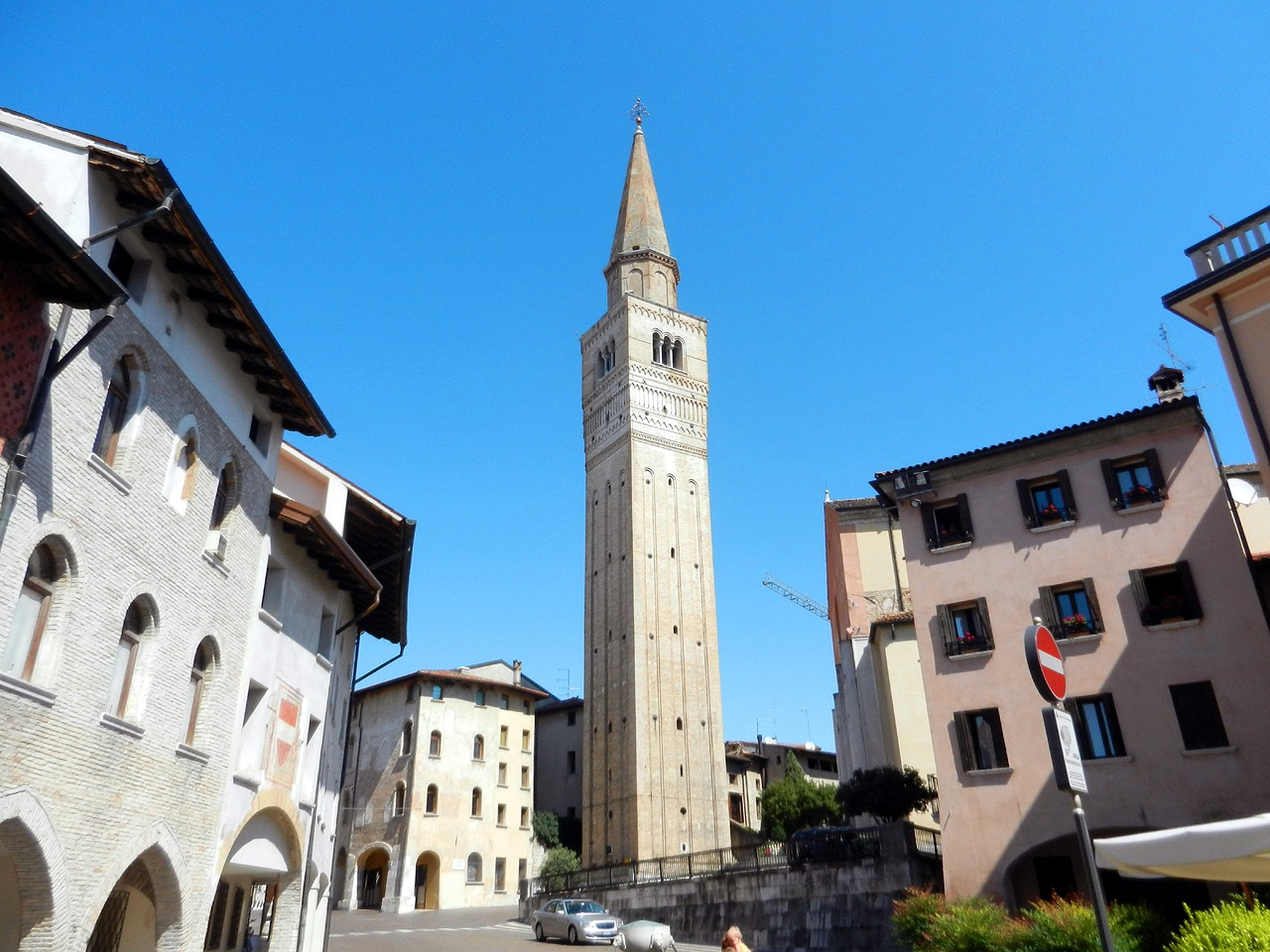
Kampanila dómu
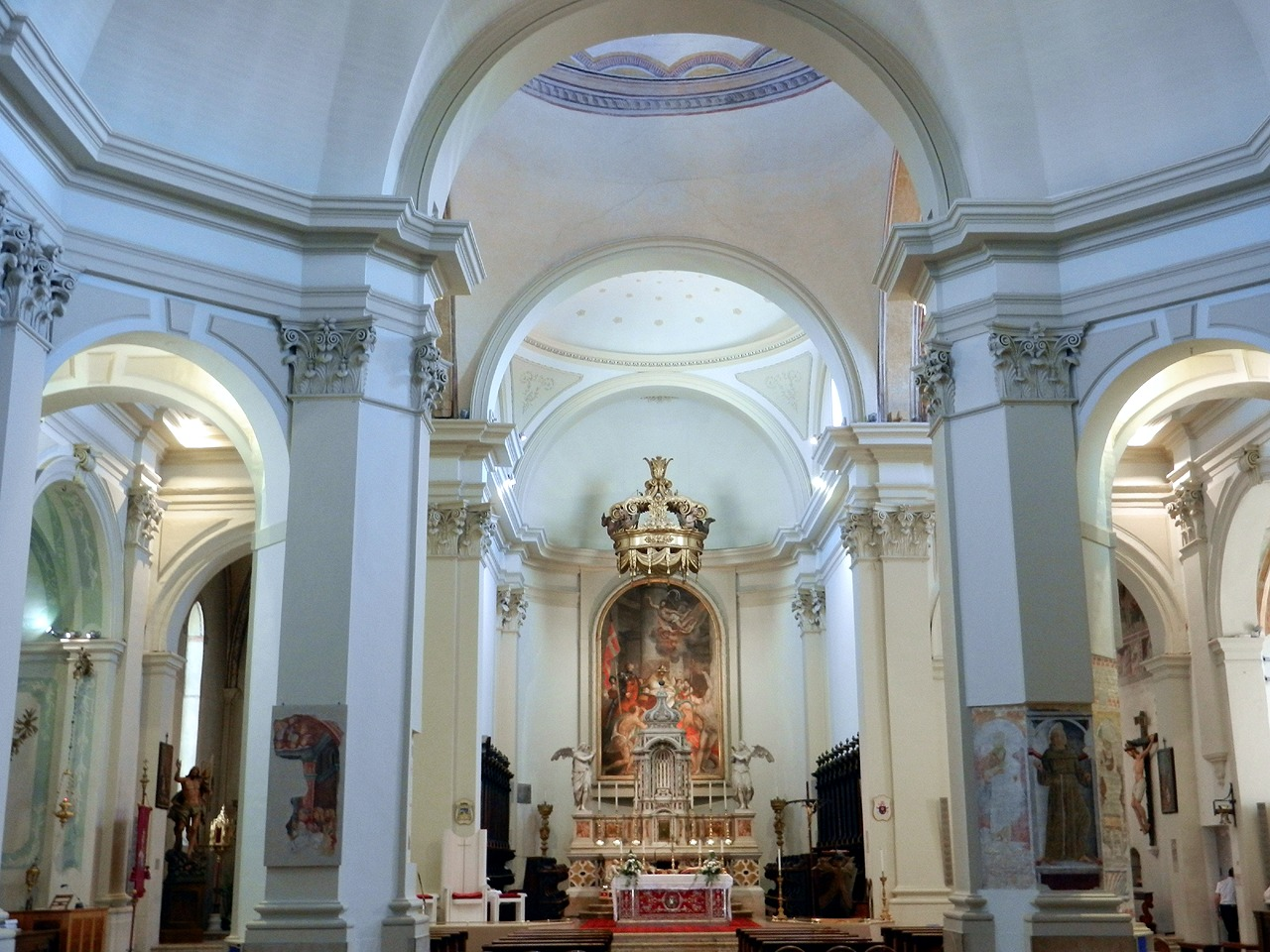
Interiér dómu
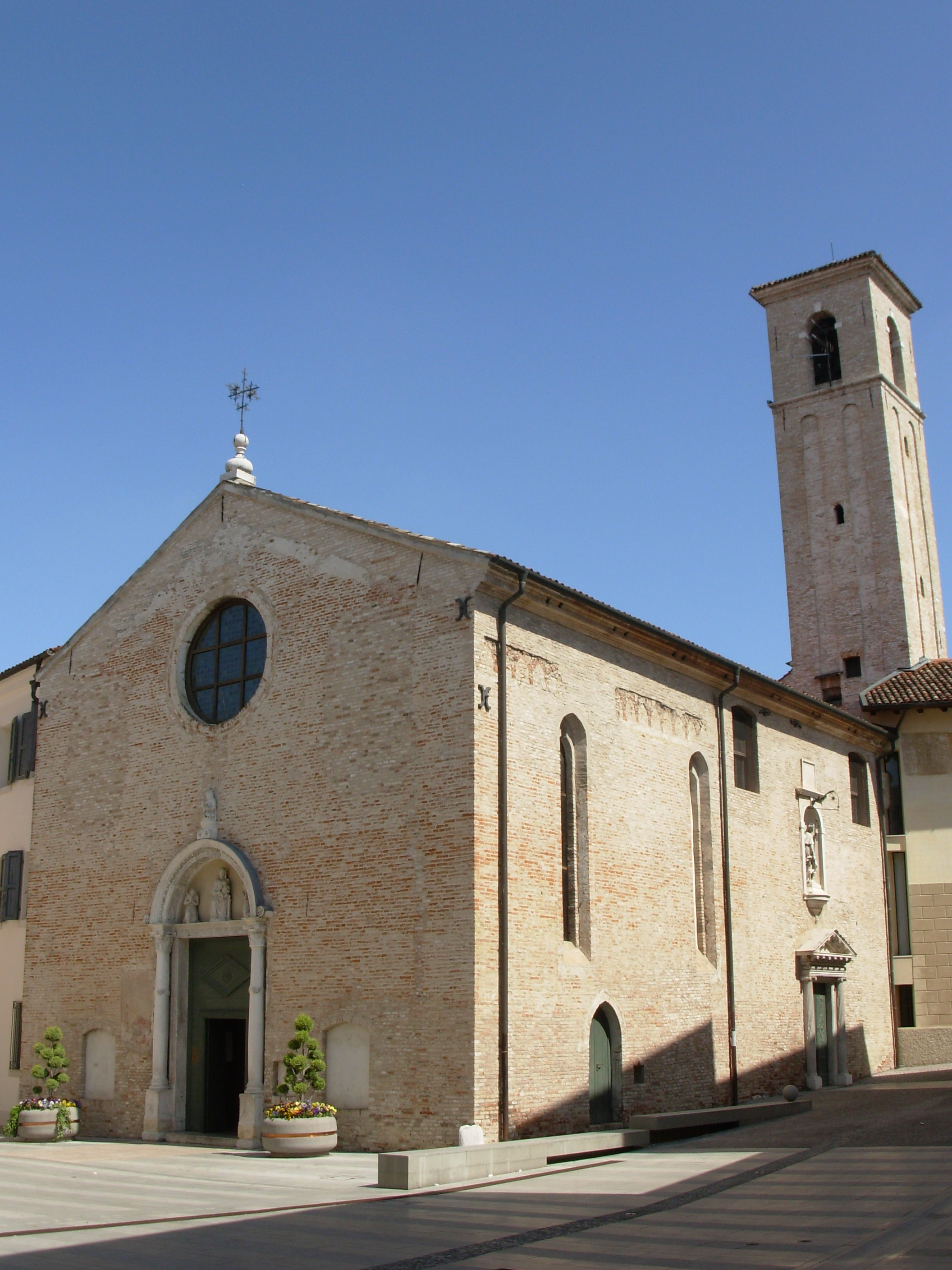
Kostel Panny Marie Andělské
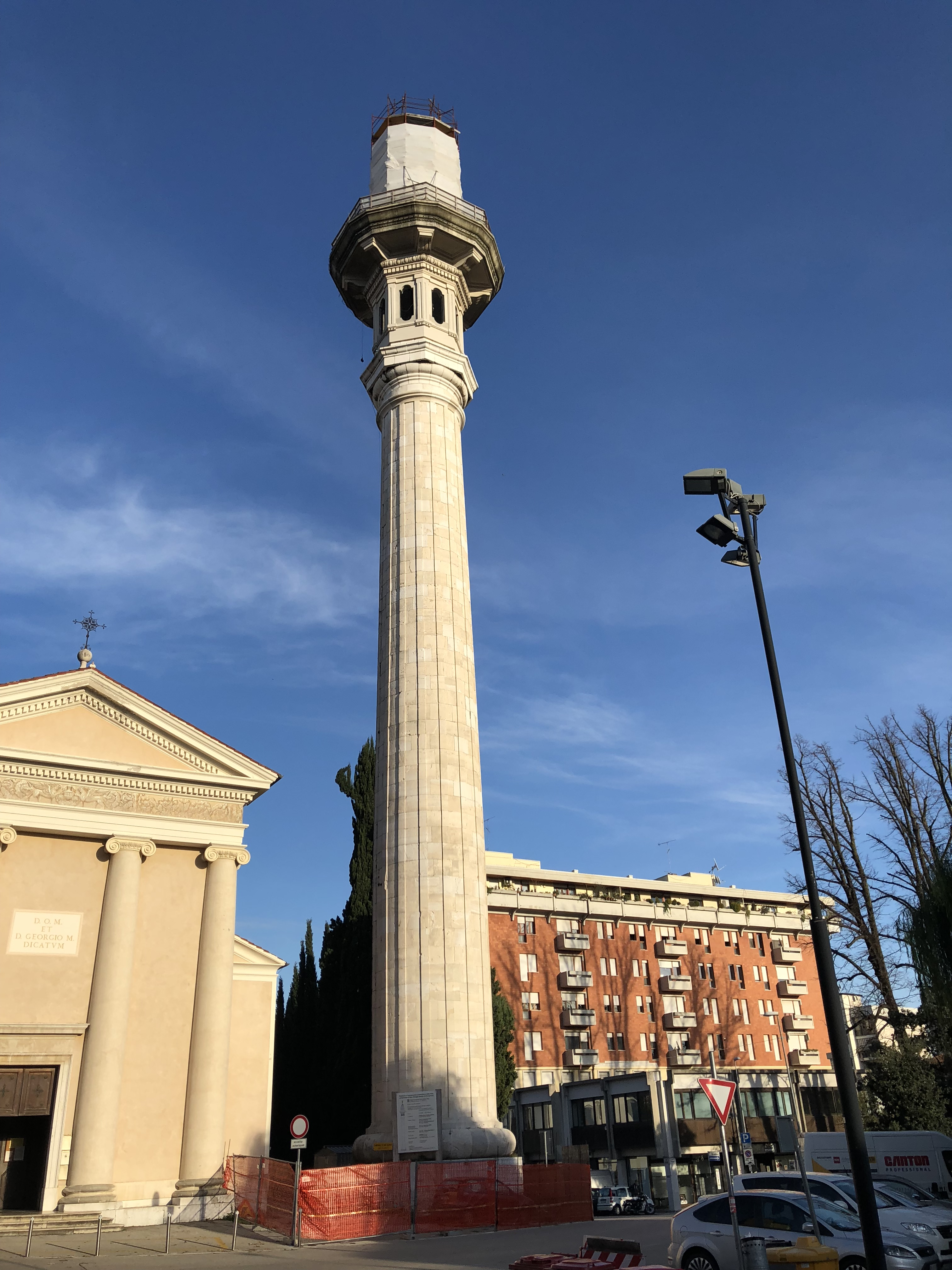
Kostel sv. Jiří
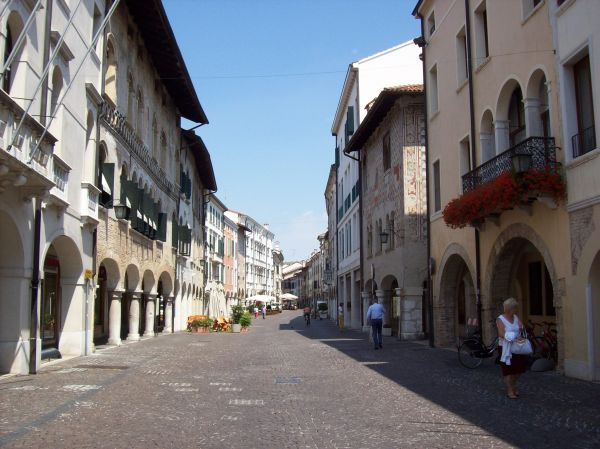
Středověké korso Viktora Emanuela
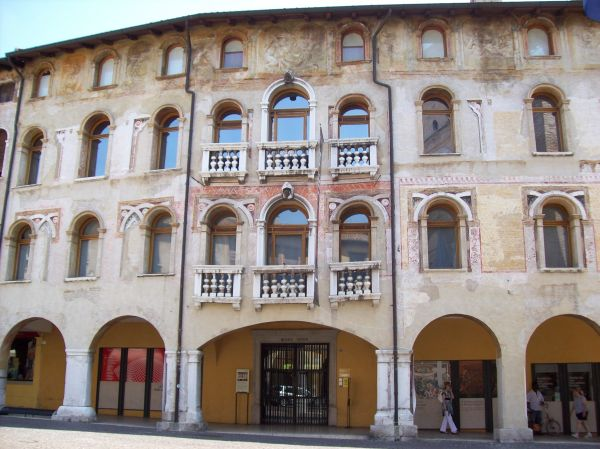
Gotický palác Ricchieri
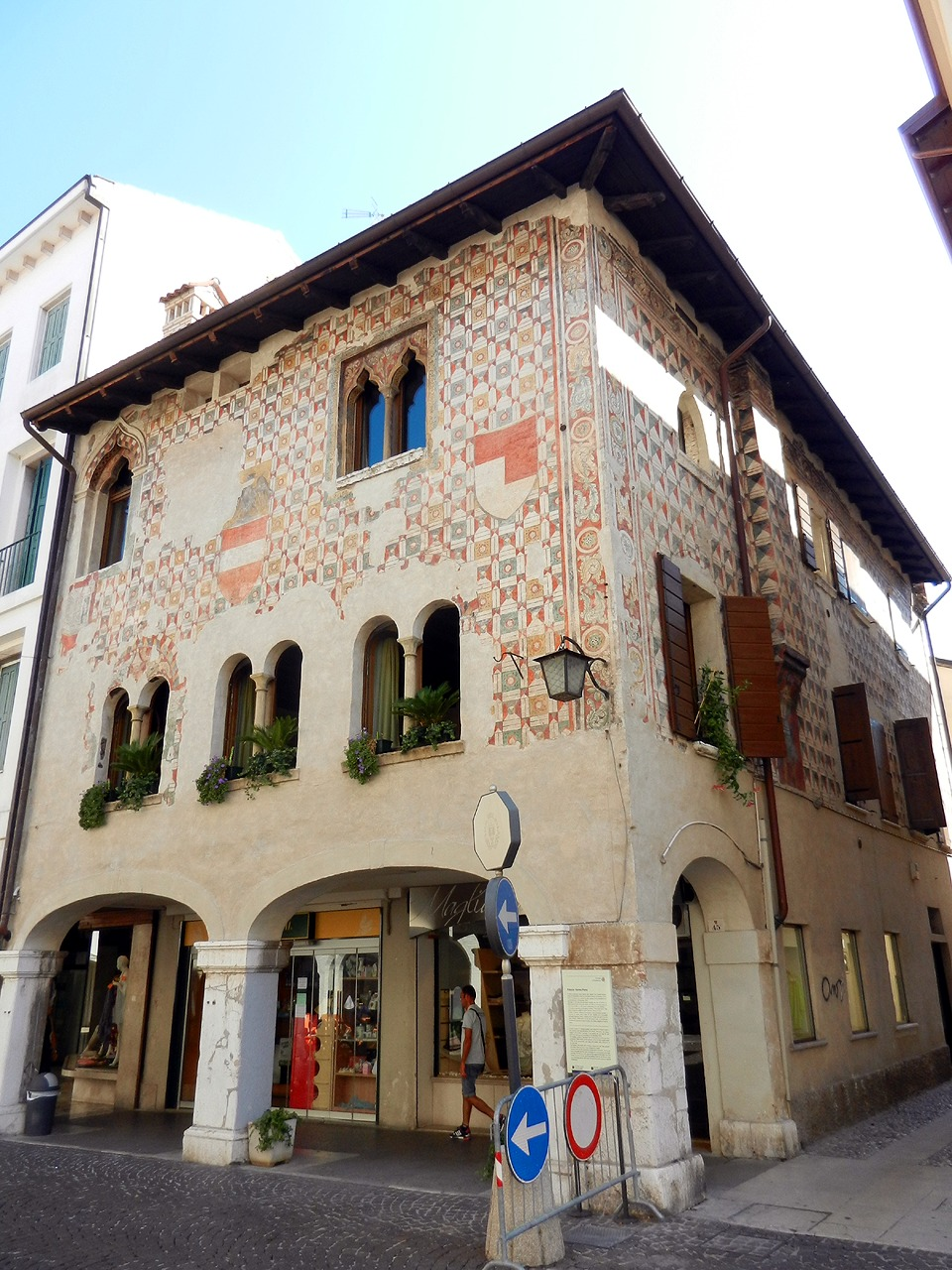
Gotický palác Varmo Pomo

## Osobnosti
- Odorik de Pordenone (1276/1281 – 1331), františkánský mnich, misionář a cestovatel
- Giovanni Antonio da Pordenone (kolem 1484-1539), malíř renesance a počátků manýrismu
- Alessia Trostová (* 1993), italská atletka, skokanka do výšky

## Partnerská města
- San Martín, Argentina
- Spittal an der Drau, Rakousko, 1987
- Okawa, Japonsko, 2003